# IPod touch

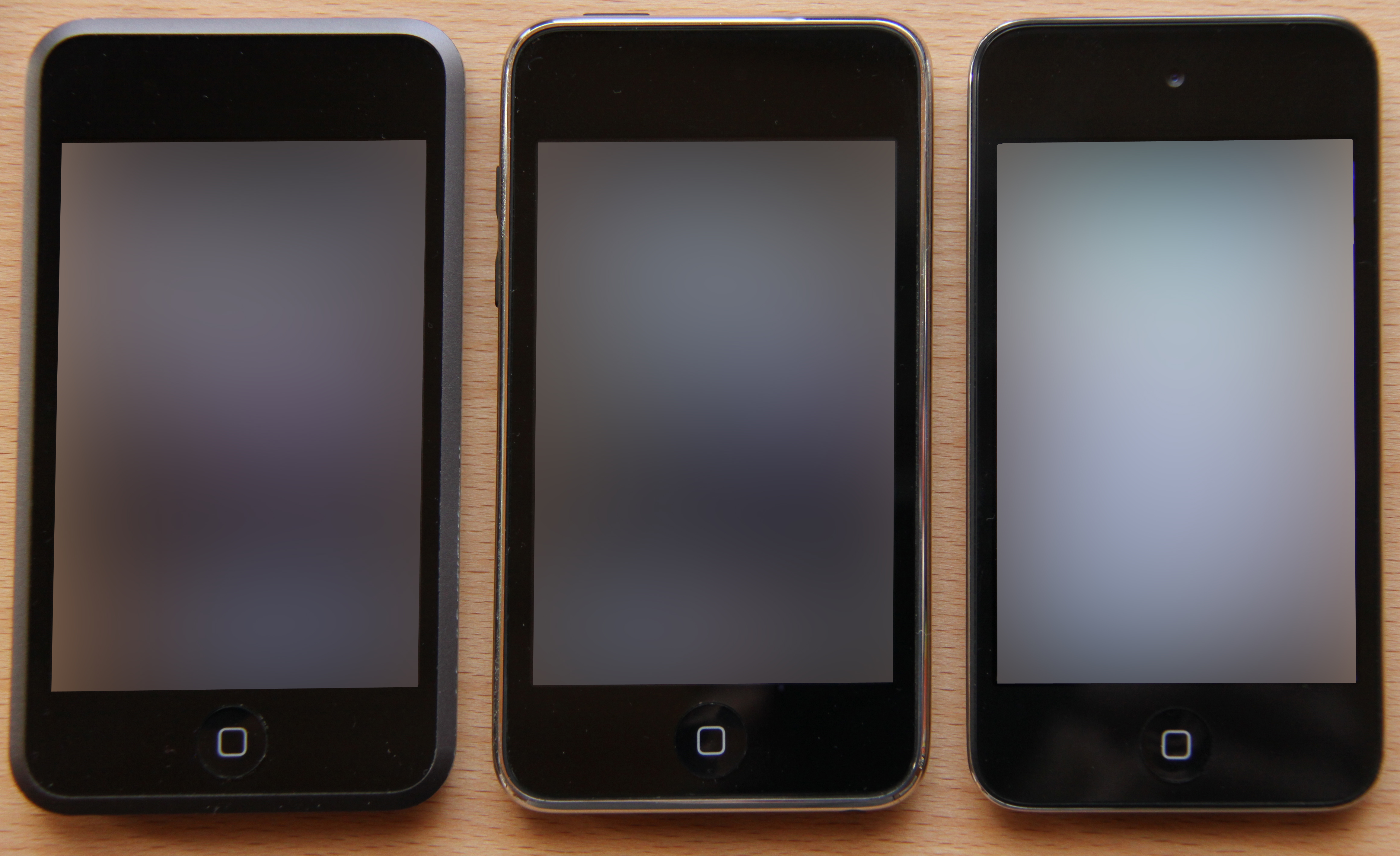
Een eerste, tweede/derde en een vierde generatie iPod touch.

De iPod touch is een draagbare mediaspeler uit de iPod-serie van het Amerikaanse elektronicabedrijf Apple, voorzien van een multi-touchscherm. Sinds mei 2013 zijn er in totaal 100 miljoen exemplaren verkocht.
Sinds 28 mei 2019 is de zevende generatie iPod touch verkrijgbaar in de Apple Store.
Op 10 mei 2022 kondigde Apple aan te zullen stoppen met de iPod Touch , het laatste model was de 7de generatie uit 2019.

## Software
De iPod touch draait op een door Apple ontworpen Unix-gebaseerd besturingssysteem: iOS. Dit besturingssysteem is speciaal ontworpen voor aanraakschermen en  bevat software om te internetten, e-mails te  lezen en te versturen, en foto's bekijken. Gebruikers kunnen in de App Store meer applicaties downloaden, zoals games en tekstverwerkers. Sinds de iPod touch is uitgebracht wordt hij door journalisten omschreven als een 'iPhone zonder een telefoon'.
Sinds de verschijning van de iPod touch zijn er diverse updates van het besturingssysteem uitgekomen: iPhone OS 2.0, uitgebracht op 11 juli 2008, voegde ondersteuning toe voor de App Store. Versie 3.0 uit 2009 bracht functies als kopiëren en plakken, tethering en push-meldingen naar het besturingssysteem. iOS 4.0 kwam uit op 21 juni 2010 en voegde iBooks, en multitasking toe. Ondersteuning voor de eerste generatie iPod touch was niet meer aanwezig.
In juni 2011 werd iOS 5 aangekondigd op het WWDC. Functies als iCloud, iMessage FaceTime en draadloos synchroniseren werden toegevoegd. Een jaar later kwam op 19 september 2012 iOS 6 uit voor de vierde en vijfde generatie iPod touch. Deze versie bevatte 200 nieuwe functies zoals Passbook, Facebook-integratie en Apple Maps. De vijfde generatie iPod touch kreeg ook de mogelijkheid om panoramafoto's te maken, net zoals de iPhone 4S en hoger.
De meest recente updates zijn sinds 2010 gratis. Apple kreeg in het verleden kritiek te horen omdat het geld vroeg voor de updates die wel gratis waren voor iPhone-gebruikers maar niet voor iPod touch-gebruikers. Ook diverse functies waren niet aanwezig.

### Jailbreak
Al snel nadat de iPod touch (firmwareversie 1.1.1) was uitgekomen, vonden hackers een manier om op een iPod touch (en iPhone) softwaretoepassingen te laden die niet door de firma Apple geautoriseerd zijn. Men zou dan de meeste betaalde applicaties gratis kunnen downloaden. Hiermee vervalt echter de garantie. De methode wordt aangeduid met de Engelse term jailbreak.

## Modellen

Een vijfde generatie iPod touch.

### Eerste generatie
De eerste generatie iPod touch kwam op 5 september 2007 uit. Het was de eerste iPod met een multi-touch-besturingssysteem en ondersteuning voor wifi. De Safari-webbrowser is aanwezig, net zoals de iTunes Store en YouTube. Een versie met een opslagcapaciteit van 32 GB kwam uit in februari 2008. Een update naar iPhone OS 2.0 is mogelijk na een eenmalige betaling.

### Tweede generatie
De tweede generatie, die uitkwam op 9 september 2008, heeft een nieuwe achterkant van geprofileerd roestvast staal, en komt met volumebediening en een ingebouwde speaker. Toegang tot de App Store is mogelijk omdat iPhone OS 2.0 standaard werd meegeleverd. Bluetooth-ondersteuning werd toegevoegd met iPhone OS 3.0. Ondersteuning voor geluidsinvoer is ook aanwezig. De tweede generatie iPod touch is sneller dan een iPhone 3G maar minder snel dan een 3GS.
In juni 2010 kwam iOS 4 beschikbaar. Functies die te maken hadden met de camera waren niet aanwezig, net zoals multitasking en het instellen van een achtergrond. De maximale versie van het besturingssysteem voor deze generatie is 4.2.1.

### Derde generatie
De versies van 32 en 64 GB werden geüpdatet met meer geheugen en een snellere processor, afkomstig uit de iPhone 3GS. Stembediening en VoiceOver waren nieuw in deze generatie, maar waren alleen te gebruiken met speciale hoofdtelefoons. De derde generatie iPod touch kwam uit op 9 september 2009 en draaide iPhone OS 3.1. Gebruikers kunnen hun iPod touch bijwerken tot iOS 5.1.1. De tweede generatie 8 GB iPod touch bleef verkrijgbaar en werd ook bijgewerkt naar de laatste iPhone OS-versie.

### Vierde generatie
Op 1 september 2010 werd de vierde generatie iPod touch uitgebracht. Deze heeft een camera aan de voorzijde en het retina-display van de iPhone 4. Ook een ingebouwde microfoon en gyroscoop zijn aanwezig. Sinds 12 oktober 2011 is een computer niet meer benodigd om de iPod touch te activeren. Ook kwam op die dag een witte versie beschikbaar. Een jaar later werd op 12 september 2012 de 8GB-versie vervangen door een 16GB-versie. De versie van 32 GB werd goedkoper en het 64GB-model werd vervangen door een van de vijfde generatie. De overgebleven versies waren verkrijgbaar tot 30 mei 2013.

### Vijfde generatie
De vijfde generatie werd uitgebracht op 12 september 2012. Veranderingen waren onder andere een 10,2cm-scherm (4 inch), opnemen van 1080p video, maken van panoramafoto's, een ledflitser en ondersteuning voor Siri. De ambient light sensor, die wel aanwezig was in vorige generaties, is niet meer ingebouwd. Deze regelde automatisch de helderheid. De vijfde generatie is in zes kleuren verkrijgbaar: zwart/antraciet, wit/zilver, roze, geel, blauw en Product Red. De versie van 16 GB, die uitkwam op 30 mei 2013, heeft geen camera aan de achterzijde en is alleen in wit/zilver verkrijgbaar. Op 26 juni 2014 heeft Apple een 16GB-versie uitgebracht, die gelijkwaardig is aan de 32GB- en 64GB-versie. De 16GB-versie verviel. Sinds juli 2015 is deze iPod niet meer te koop in de Apple store en verving de iPod touch (zesde generatie) deze iPod.

### Zesde generatie
In juli 2015 verscheen de zesde generatie van deze iPod. Dit model heeft een grote update gekregen; met onder andere een A8-processor, een 8 megapixel-camera, M8-coprocessor, de nieuwe kleuren goud, felroze en blauw en 128 GB opslagcapaciteit. Deze iPod was uitgerust met iOS 8.4 en nadat deze iPod uitkwam, ging de vijfde generatie iPod Touch uit de schappen. De iPod werd ondersteund door iOS 9 t/m iOS 12. Deze iPod wordt met de release van iOS 13 niet langer ondersteund en werd opgevolgd door de zevende generatie iPod touch.

### Zevende generatie
De zevende generatie iPod Touch werd uitgebracht op 28 mei 2019. Dit model heeft hetzelfde 4 inch-scherm als de vijfde en zesde generatie. Het model heeft een betere processor gekregen: de Apple A10-processor met M10-coprocessor. Dit model krijgt door de komst van de A10-processor en M10-coprocessor ondersteuning voor Augmented Reality en Raise to Wake (functie die het scherm automatisch activeert bij het optillen). Dit model is verkrijgbaar met 32 GB, 128 GB en 256 GB aan opslagcapaciteit. En bevat dezelfde kleuren en camera's van de 6de generatie. Vanaf 19 september 2019 ondersteunt het iOS 13 en sinds 16 september 2020 ook iOS 14. Sinds het huidige model verkocht wordt, is de zesde generatie iPod niet langer verkrijgbaar in de Apple store.
Op maandag 6 juni 2022 werd de iOS-ondersteuning voor de iPod Touch (7de generatie) gestopt met de komst van iOS 16.

## Modelvergelijking
| Modellen                | Modellen                    | iPod Touch                        | iPod Touch 2                      | iPod Touch 3                      | iPod Touch 4                        | iPod Touch 5                        | iPod Touch 6                        | iPod Touch 7                        |
| Introductie             | Introductie                 | 5 september 2007                  | 9 september 2008                  | 9 september 2009                  | 1 september 2010                    | 11 oktober 2012                     | 15 juli 2015                        | 28 mei 2019                         |
| Originele iOS-versie    | Originele iOS-versie        | 1.1                               | 2.1.1                             | 3.1.1                             | 4.1                                 | 6.0                                 | 8.4                                 | 12.3.1                              |
| Hoogste iOS-versie      | Hoogste iOS-versie          | 3.1.3                             | 4.2.1                             | 5.1.1                             | 6.1.6                               | 9.3.5                               | 12.5.x                              | 15.5.x                              |
| Specificaties           | Specificaties               | iPod Touch                        | iPod Touch 2                      | iPod Touch 3                      | iPod Touch 4                        | iPod Touch 5                        | iPod Touch 6                        | iPod Touch 7                        |
| Afmetingen              | hoogte                      | 110 mm                            | 110 mm                            | 110 mm                            | 110 mm                              | 123,4 mm                            | 123,4 mm                            | 123,4 mm                            |
| Afmetingen              | breedte                     | 61,8 mm                           | 61,8 mm                           | 61,8 mm                           | 58 mm                               | 58,6 mm                             | 58,6 mm                             | 58,6 mm                             |
| Afmetingen              | dikte                       | 8 mm                              | 8,5 mm                            | 8,5 mm                            | 7,1 mm                              | 6,1 mm                              | 6,1 mm                              | 6,1 mm                              |
| Gewicht (g)             | Gewicht (g)                 | 120 g                             | 115 g                             | 115 g                             | 101 g                               | 88 g                                | 88 g                                | 88 g                                |
| Scherm                  | Scherm                      | iPod Touch                        | iPod Touch 2                      | iPod Touch 3                      | iPod Touch 4                        | iPod Touch 5                        | iPod Touch 6                        | iPod Touch 7                        |
| Diagonaal               | Diagonaal                   | 8,9 cm (3,5 inch)                 | 8,9 cm (3,5 inch)                 | 8,9 cm (3,5 inch)                 | 8,9 cm (3,5 inch)                   | 10,2 cm (4 inch)                    | 10,2 cm (4 inch)                    | 10,2 cm (4 inch)                    |
| Resolutie (pixels)      | Resolutie (pixels)          | 320×480                           | 320×480                           | 320×480                           | 640×960                             | 640×1136                            | 640×1136                            | 640×1136                            |
| Pixel dichtheid (ppi)   | Pixel dichtheid (ppi)       | 163                               | 163                               | 163                               | 326                                 | 326                                 | 326                                 | 326                                 |
| Kleurweergave           | Kleurdiepte                 | HighColor 18-bit (262144 kleuren) | HighColor 18-bit (262144 kleuren) | HighColor 18-bit (262144 kleuren) | TrueColor 24-bit (16777216 kleuren) | TrueColor 24-bit (16777216 kleuren) | TrueColor 24-bit (16777216 kleuren) | TrueColor 24-bit (16777216 kleuren) |
| Kleurweergave           | DCI-P3 kleurruimte          | Nee                               | Nee                               | Nee                               | Nee                                 | Nee                                 | Nee                                 | Nee                                 |
| Kleurweergave           | True Tone                   | Nee                               | Nee                               | Nee                               | Nee                                 | Nee                                 | Nee                                 | Nee                                 |
| Technologie             | Technologie                 | LCD                               | LCD                               | LCD                               | LCD                                 | LCD                                 | LCD                                 | LCD                                 |
| Verversingssnelheid     | Verversingssnelheid         | 60 Hz                             | 60 Hz                             | 60 Hz                             | 60 Hz                               | 60 Hz                               | 60 Hz                               | 60 Hz                               |
| Geheugen/Processor      | Geheugen/Processor          | iPod Touch                        | iPod Touch 2                      | iPod Touch 3                      | iPod Touch 4                        | iPod Touch 5                        | iPod Touch 6                        | iPod Touch 7                        |
| RAM                     | RAM                         | 128 MB                            | 128 MB                            | 256 MB                            | 256 MB                              | 512 MB                              | 1 GB                                | 2 GB                                |
| Opslag                  | Opslag                      | 8/16/32 GB                        | 8/16/32 GB                        | 32/64 GB                          | 8/16/32/64 GB                       | 16/32/64 GB                         | 16/32/64/128 GB                     | 32/128/256 GB                       |
| CPU                     | Naam                        | APL0098                           | APL0278                           | APL2298                           | A4                                  | A5                                  | A8                                  | A10                                 |
| CPU                     | Motion coprocessor          |                                   |                                   |                                   |                                     |                                     | M8                                  | M10                                 |
| CPU                     | Bit                         | 32-bit                            | 32-bit                            | 32-bit                            | 32-bit                              | 32-bit                              | 64-bit                              | 64-bit                              |
| CPU                     | Cores                       | Single-core                       | Single-core                       | Single-core                       | Single-core                         | Dual-core                           | Dual-core                           | Quad-core                           |
| CPU                     | Productieprocedé            | 90 nm                             | 65 nm                             | 45 nm                             | 45 nm                               | 32 nm                               | 20 nm                               | 16 nm                               |
| CPU                     | ARM instructieset           | v6                                | v6                                | v7                                | v7                                  | v7                                  | v8-A                                | v8-A                                |
| CPU                     | OpenGL ES rendering         | 1.1                               | 1.1                               | 2.0                               | 2.0                                 | 2.0                                 | 3.0                                 | 3.0                                 |
| GPU                     | GPU                         | PowerVR MBX Lite                  | PowerVR MBX Lite                  | PowerVR SGX535                    | PowerVR SGX535                      | PowerVR SGX543MP2                   | PowerVR GX6450                      | PowerVR GT7600+                     |
| Connectiviteit          | Connectiviteit              | iPod Touch                        | iPod Touch 2                      | iPod Touch 3                      | iPod Touch 4                        | iPod Touch 5                        | iPod Touch 6                        | iPod Touch 7                        |
| Bluetooth               | Bluetooth                   | Nee                               | 2.1                               | 2.1                               | 2.1                                 | 4.0                                 | 4.1                                 | 4.1                                 |
| Wifi                    | Wifi                        | b/g                               | b/g                               | b/g                               | b/g/n                               | a/b/g/n                             | a/b/g/n/ac                          | a/b/g/n/ac                          |
| AirDrop                 | AirDrop                     | Nee                               | Nee                               | Nee                               | Nee                                 | Ja                                  | Ja                                  | Ja                                  |
| Apple Pay               | Apple Pay                   | Nee                               | Nee                               | Nee                               | Nee                                 | Nee                                 | Nee                                 | Nee                                 |
| Gps                     | Gps                         | Nee                               | Nee                               | Nee                               | Nee                                 | Nee                                 | Nee                                 | Nee                                 |
| GLONASS                 | GLONASS                     | Nee                               | Nee                               | Nee                               | Nee                                 | Nee                                 | Nee                                 | Nee                                 |
| Sim                     | Sim                         | Nee                               | Nee                               | Nee                               | Nee                                 | Nee                                 | Nee                                 | Nee                                 |
| Connectoren             | Audio                       | 3,5mm-audiojack                   | 3,5mm-audiojack                   | 3,5mm-audiojack                   | 3,5mm-audiojack                     | 3,5mm-audiojack                     | 3,5mm-audiojack                     | 3,5mm-audiojack                     |
| Connectoren             | Opladen                     | 30-pin connector                  | 30-pin connector                  | 30-pin connector                  | 30-pin connector                    | 8-pin Lightning                     | 8-pin Lightning                     | 8-pin Lightning                     |
| Batterij                | Batterij                    | iPod Touch                        | iPod Touch 2                      | iPod Touch 3                      | iPod Touch 4                        | iPod Touch 5                        | iPod Touch 6                        | iPod Touch 7                        |
| Capaciteit (mAh)        | Capaciteit (mAh)            | 580                               | 739                               | 789                               | 930                                 | 1030                                | 1043                                | 1043                                |
| Spanning                | Spanning                    | 3.7V                              | 3.7V                              | 3.7V                              | 3.7V                                | 3.7V                                | 3.83V                               | 3.83V                               |
| Qi draadloos opladen    | Qi draadloos opladen        | Nee                               | Nee                               | Nee                               | Nee                                 | Nee                                 | Nee                                 | Nee                                 |
| Technologie             | Technologie                 | Lithium-Polymer                   | Lithium-Polymer                   | Lithium-Polymer                   | Lithium-Polymer                     | Lithium-Polymer                     | Lithium-ion                         | Lithium-ion                         |
| Camera                  | Camera                      | iPod Touch                        | iPod Touch 2                      | iPod Touch 3                      | iPod Touch 4                        | iPod Touch 5                        | iPod Touch 6                        | iPod Touch 7                        |
| Camera aan de voorzijde | Apertuur                    | Geen Camera                       | Geen Camera                       | Geen Camera                       | n/a                                 | ƒ/2,4                               | ƒ/2,2                               | ƒ/2,2                               |
| Camera aan de voorzijde | Megapixel                   | Geen Camera                       | Geen Camera                       | Geen Camera                       | 0,3 MP                              | 1,2 MP                              | 1,2 MP                              | 1,2 MP                              |
| Camera aan de voorzijde | Video Resolutie             | Geen Camera                       | Geen Camera                       | Geen Camera                       | VGA (480×640) in 30 fps             | HD (720×1280) in 30 fps             | HD (720×1280) in 30 fps             | HD (720×1280) in 30 fps             |
| Hoofdcamera             | Autofocus                   | Geen Camera                       | Geen Camera                       | Geen Camera                       | Nee                                 | Ja                                  | Ja                                  | Ja                                  |
| Hoofdcamera             | Apertuur                    | Geen Camera                       | Geen Camera                       | Geen Camera                       | n/a                                 | ƒ/2,4                               | ƒ/2,4                               | ƒ/2,4                               |
| Hoofdcamera             | Megapixel                   | Geen Camera                       | Geen Camera                       | Geen Camera                       | 0,7 MP                              | 5 MP                                | 8 MP                                | 8 MP                                |
| Hoofdcamera             | Video Resolutie             | Geen Camera                       | Geen Camera                       | Geen Camera                       | HD (720×1280) in 30 fps             | FHD (1080×1920) in 30 fps           | FHD (1080×1920) in 30 fps           | FHD (1080×1920) in 30 fps           |
| Hoofdcamera             | Slow motion video           | Geen Camera                       | Geen Camera                       | Geen Camera                       | Nee                                 | Nee                                 | Nee                                 | Nee                                 |
| Hoofdcamera             | Flits                       | Geen Camera                       | Geen Camera                       | Geen Camera                       | Nee                                 | Ja                                  | Ja                                  | Ja                                  |
| Hoofdcamera             | Optical Image Stabilization | Geen Camera                       | Geen Camera                       | Geen Camera                       | Nee                                 | Nee                                 | Nee                                 | Nee                                 |
| Sensoren                | Sensoren                    | iPod Touch                        | iPod Touch 2                      | iPod Touch 3                      | iPod Touch 4                        | iPod Touch 5                        | iPod Touch 6                        | iPod Touch 7                        |
| Touch-id                | Touch-id                    | Nee                               | Nee                               | Nee                               | Nee                                 | Nee                                 | Nee                                 | Nee                                 |
| Face-id                 | Face-id                     | Nee                               | Nee                               | Nee                               | Nee                                 | Nee                                 | Nee                                 | Nee                                 |
| Microfoons              | Microfoons                  | Nee                               | Nee                               | Nee                               | 1                                   | 1                                   | 1                                   | 1                                   |
| Siri                    | Siri                        | Nee                               | Nee                               | Nee                               | Nee                                 | Ja                                  | Ja                                  | Ja                                  |
| Barometer               | Barometer                   | Nee                               | Nee                               | Nee                               | Nee                                 | Nee                                 | Nee                                 | Nee                                 |

## Systeemeisen
- iTunes 10 of later
- Mac OS X 10.5 of hoger
- Windows XP of hoger (Voor iCloud is Vista benodigd)

### Installatie en synchronisatie
Voor de iPod Touches van de 1ste en 2de generatie is een computer benodigd om deze te kunnen gebruiken. Gebruikers moeten iTunes installeren en daarna verbinding maken met het apparaat via een USB-poort. Modellen die na die datum zijn verkocht draaien standaard iOS 5. Vanaf de derde generatie iPod Touch kunnen ze draadloos synchroniseren met een computer en iCloud. Ook de installatie is mogelijk op het apparaat zelf.